# 王文宝
王 文宝（王文寶、おう ぶんほう、? - 991年）は、北宋の軍人・政治家。汴州陽武県の人。

## 経歴
任子から殿直に任じられた。太平興国元年（976年）、軍器庫使に累進した。遼への使者をつとめた。太平興国3年（978年）、陳洪進が漳州・泉州をもって宋に下ると、文宝は監泉州兵となった。泉州で反乱が起こると、文宝は楊克譲や喬惟岳とともに反乱を討って鎮圧した。功績により嬀州刺史となり、内弓箭庫使を加えられた。
京西転運使の程能が南陽から開封に達する運河を開くよう提案して容れられると、唐州・鄧州・汝州・潁州・許州・蔡州・陳州・鄭州から人夫数万人が動員された。文宝は李継隆・李仁祐・劉承珪らと分担して工事を指揮した。地勢が高く水を通すことができず、工事は中止された。
雍熙4年（987年）、東上閤門使に転じ、涇州知州・延州知州を歴任した。契丹軍が通遠軍に侵攻すると、文宝は軍を率いて契丹軍を迎撃し、帰還すると判四方館事に転じた。高陽関路兵馬鈐轄として出向した。淳化2年（991年）、在官のまま死去した。

## 伝記資料
- 『宋史』巻274 列伝第33